# Нойнфорн
Нойнфорн (нем. Neunforn) — коммуна в Швейцарии, в кантоне Тургау.
Входит в состав округа Фрауэнфельд. Население составляет 1088 человек (на 31 декабря 2022 года), площадь 11,36 км². Официальный код — 4601.
Образована 1 января 1996 года при слиянии коммун Нидернойнфорн (нем. Niederneunforn), Обернойнфорн (нем. Oberneunforn), Вилен-бай-Нойнфорн (нем. Wilen bei Neunforn).

## Население
| Населённый пункт   | 31.12.2018 | 31.12.2022 |
| ------------------ | ---------- | ---------- |
| Нидернойнфорн      | 376        |            |
| Обернойнфорн       | 558        |            |
| Вилен-бай-Нойнфорн | 49         |            |
| Итого              | 1032       | 1088       |